# چارلز کریستوفر فوکس
چارلز کریستوفر فوکس (انگلیسی: Charles Christopher Fowkes; ۴ دسامبر ۱۸۹۴ – ۱ ژوئیهٔ ۱۹۶۶) پرسنل نظامی اهل بریتانیا بود. وی همچنین برندهٔ جوایزی همچون صلیب نظامی شده‌است.